# Theodor Adorno
Adorno, Theodor Ludwig Wiesengrund  (Frankfurt, 11. rujna 1903. – Visp, 6. kolovoza 1969.), njemački filozof, sociolog i muzikolog.
Theodor Adorno je, s Maxom Horkheimerom, suutemeljitelj i jedan od najistaknutijih predstavnika Frankfurtske škole. 
Adorno se istaknuo radikalnom kritikom društva i kasnog kapitalizma. Bio je vrstan pijanist, kompozitor i učenik Albana Berga, a osim Filozofije nove muzike, u kojima Schönberga dijalektički suprotstavlja Stravinskomu, objavio je i monografije o Wagneru, Mahleru i Bergu.
Još kao student na sveučilištu u Frankfurtu sprijateljio se s Horkheimerom, preko kojega je došao u doticaj s «Institutom za društvena istraživanja». Po dolasku nacista na vlast, otišao je u progonstvo, prvo u Oxford, a potom u SAD, gdje je bio angažiran u avangardnim sociološkim projektima (Radio Research Project) i u istraživanju autoritarne ličnosti. U Njemačku se vratio početkom pedesetih. Njegova predavanja na frankfurtskom sveučilištu bilježila su sve veću posjećenost, a širom Europe pronio se glas o njegovom i Horkheimerovom seminaru o Hegelu.
Poput Horkheimera i Marcusea, Adorno je nesmiljeno kritizirao građansko društvo iz marksističke ali i pozicije novohegelijanizma, vodeći računa i o prinosima Freudove psihoanalize. Po Adornovom mišljenju, prijelazom na monopolni kapitalizam (ali i na socijalističke kolektivističke sustave), međuljudski se odnose svode na puki privid; individualni život postaje puka funkcija objektivnih sila koje upravljaju masovnim društvom; individualna sfera svodi se na fiktivno područje potrošnje. Pojedinci se otuđuju, a društveni odnosi dehumaniziraju. Kultura se svodi na «industriju kulture», kategoriju koju su Adorno i Horkheimer tematizirali u «Dijalektici prosvjetiteljstva»; znanost biva podređena profitu te postaje oruđem vlasti nad stvarima i ljudima. Otud i Adornova kritika novopozitivizma (kao filozofije koja podređuje kulturu tehnici) i njegova potvrda filozofije kao dijalektičke misli, što ga sve vodi osebujnom tumačenju marksizma u individualističkom i anarhističkom ključu.
Adornova djela Minima moralia, Dijalektika prosvjetiteljstva i Negativna dijalektika nadahnula su velik dio nove ljevice u Njemačkoj i SAD-u. 

## Glavna djela
- Dijalektika prosvjetiteljstva (1947.)
- Filozofija nove muzike (1949.)
- Minima moralia (1951.)
- Disonanzen (1956.)
- Zur Metakritik der Erkenntnistheorie (1956.)
- Noten zur Literatur I-II (1958. – 1961.)
- Einleitung in die Musiksoziologie (1962.)
- Moments musicaux (1964.)
- Žargon autentičnosti (1964.)
- Negativna dijalektika (1966.)
- Tri studije o Hegelu (1968.)
- Estetička teorija (1970.)